# Zespół Pallistera-Hall
Zespół Pallistera-Hall (ang. Pallister-Hall syndrome, PHS) – genetycznie uwarunkowany zespół wad spowodowany mutacją w genie GLI3 leżącym na 7 chromosomie.

## Etiologia
Ustalono, że przyczyną zespołu Pallistera-Hall są delecje w genie GLI3 w locus 7p13 kodującym czynnik transkrypcyjny zawierający motyw palca cynkowego, w odcinku 3' od domeny palca cynkowego. Mutacje w genie GLI3 zostały także powiązane z dwoma innymi zespołami: cefalopolisyndaktylią Greiga (OMIM#175700) i polidaktylią zaosiową typu A (OMIM#174200). 

## Objawy i przebieg
Zespół Pallistera-Hall objawia się:
- licznymi malformacjami i wadami kończyn (m.in. polisyndaktylią)
- atrezją odbytu
- dysplazją przysadki mózgowej
- dwudzielną nagłośnią
- hamartomatycznymi guzami podwzgórza
- cechami dysmorficznymi twarzy:
  - rozszczepem wargi
  - anomaliami małżowiny usznej
  - mikrognacją
- dysplazją paznokci
- anomaliami nerek
- wrodzonymi wadami serca
- anomaliami narządów płciowych (mikropenis).

## Historia
Zespół jako pierwsi opisali Judith G. Hall (ur. 1939) i Philip David Pallister (ur. 1920) ze współpracownikami w 1980 roku. Opisali sześcioro niemowląt z nieznanym wcześniej letalnym zespołem objawów.